# Козино (Козинское сельское поселение)
Козино — деревня в Смоленском районе Смоленской области России. Входит в состав Козинского сельского поселения. Население — 74 жителя (2007 год). 
Расположена в западной части области в 5 км к юго-востоку от Смоленска, в 5 км восточнее автодороги А141 Орёл — Витебск, на берегу реки Дресна. В 4 км северо-восточнее деревни расположена железнодорожная станция Соколья Гора на линии Смоленск — Рославль. 

## История
В годы Великой Отечественной войны деревня была оккупирована гитлеровскими войсками в июле 1941 года, освобождена в сентябре 1943 года. 